# Miguel Ángel Fuentes
Miguel Ángel Fuentes Ojeda (Tlacotepec Plumas, Oaxaca, México, 29 de septiembre de 1953-Azcapotzalco, Ciudad de México, 29 de diciembre de 2023) fue un actor mexicano de cine y televisión.

## Biografía

### Primeros años
Miguel Ángel Fuentes nació en Tlacotepec Plumas, Oaxaca, el 29 de septiembre de 1953. Después de terminar la primaria, emigró a la Ciudad de México para finalizar sus estudios secundarios.
En sus inicios se involucró en el boxeo debido a su complexión física, pero las malas influencias de un amigo lo llevaron por un camino equivocado, siendo encarcelado en 1971 por su participación en un robo. Sin embargo, al comprobar que era menor de edad, fue trasladado al tutelar de menores, de donde salió en octubre de ese mismo año.
En 1972, después de adquirir conocimientos en boxeo y lucha, decidió prepararse para participar en los Juegos Olímpicos de Múnich. Aunque su participación no se materializó, Fuentes redirigió sus habilidades en el boxeo y la lucha libre hacia la actuación, siguiendo el consejo de un ex-boxeador.
En 1973 se presentó ante Luis Gimeno en el Instituto Andrés Soler en la Ciudad de México, donde obtuvo una beca del 50% para estudiar actuación, culminando sus estudios en 1976.

### Carrera
Inició su carrera en el mundo del entretenimiento a mediados de la década de 1970, destacándose tanto en cine como en televisión. Su primera aparición en la gran pantalla fue en la película México, México, ra ra ra (1975), y rápidamente consolidó su presencia en el cine mexicano con papeles en producciones como El triángulo diabólico de las Bermudas (1978) y Los de abajo (1978). Durante los años 80, Fuentes participó en una amplia variedad de películas, desde dramas hasta comedias y cine de acción, como El cavernícola (1981) y Fitzcarraldo (1982) donde compartió elenco con Klaus Kinski, demostrando su versatilidad como actor. Además, incursionó en series de televisión, como Winnetou le mescalero (1980) y Bianca Vidal (1982), donde comenzó a ganar reconocimiento en el ámbito televisivo.
En la década de 1990, Fuentes continuó expandiendo su trayectoria con papeles en telenovelas y películas que lo consolidaron como un actor de carácter. En televisión, participó en producciones icónicas como Carrusel (1989) y Clarisa (1993), aunque fue en Marisol (1996) donde interpretó uno de sus papeles más memorables como "Pulga", un personaje que le valió gran popularidad. En el cine, destacó en películas como La ley de Herodes (1999), donde interpretó a Pancho, y Gunmen (1993), demostrando su capacidad para adaptarse a géneros diversos. Además, incursionó en cortometrajes, como Amor conservador (1990), ampliando su alcance artístico.
A partir del año 2000, Fuentes continuó trabajando activamente en televisión y cine, consolidándose como un actor secundario de gran versatilidad. En telenovelas como Rubí (2004) y Rebelde (2004), donde interpretó roles menores. También participó en producciones internacionales, como The Mexican (2001) donde compartió pantalla con Brad Pitt y Blow (2001) compartiendo elenco con Johnny Depp y Penélope Cruz. En televisión, su participación en series como El Pantera (2007) y Como dice el dicho (2011-2015) demostró su capacidad para adaptarse a diferentes formatos y géneros, desde el drama hasta la comedia.
En los últimos años, Fuentes ha mantuvo una presencia constante en la industria, participando en producciones como El Señor de los Cielos (2016) y Run Coyote Run (2017-2018). Su carrera, que abarca más de cuatro décadas, refleja su dedicación y versatilidad como actor, habiendo trabajado en más de 50 películas y numerosas series de televisión. En 2024, participó en el capítulo final de Minas de pasión, cerrando una trayectoria marcada por su capacidad para adaptarse a los cambios de la industria y su compromiso con el arte de la actuación.

### Fallecimiento
Fuentes fue hallado sin vida por su esposa en su hogar ubicado en Azcapotzalco, el 29 de diciembre de 2023.

## Vida personal
Miguel Ángel Fuentes se casó con María del Carmen Hernández, con quien tuvo una hija llamada Valeria. En 1997, enfrentó un escándalo por posesión ilícita de drogas, que resultó en tres años de prisión.

## Filmografía

### Series de TV
| Año       | Título                 | Personaje                     | Notas        |
| --------- | ---------------------- | ----------------------------- | ------------ |
| 1980      | Winnetou le mescalero  | Yaqui                         |              |
| 1982      | Bianca Vidal           | Guardia de seguridad          | 1 episodio   |
| 1983      | El equipo A            | Quintana                      | 1 episodio   |
| 1986      | Irán: A vida o muerte  | Gran kurdo                    | 1 episodio   |
| 1986      | Seducción              | Chaco                         |              |
| 1987      | Auf Achse              | Taco                          | 5 episodios  |
| 1989      | Carrusel               |                               |              |
| 1993      | Clarisa                |                               |              |
| 1995      | Nazca                  | Miguel Angel Fuentes          | 10 episodios |
| 1996      | Marisol                | Pulga                         | 50 episodios |
| 1997      | Esmeralda              | Ayudante de Dr. Lucio Malaver | 1 episodio   |
| 2002      | Cómplices al rescate   | El Sombras                    |              |
| 2003      | Amor real              | El Negro                      | 1 episodio   |
| 2004      | Rubí                   | Guardaespaldas                |              |
| 2004      | Rebelde                |                               |              |
| 2005      | La madrastra           | Fausto                        | 2 episodios  |
| 2005      | Peregrina              | Cuasimodo                     | 4 episodios  |
| 2007      | El Pantera             | El Triple                     | 1 episodio   |
| 2009      | Adictos                |                               | 1 episodio   |
| 2010      | Persons Unknown        | Hombre grande                 | 1 episodio   |
| 2011      | Una familia con suerte | El Tanque                     | 1 episodio   |
| 2011      | Ni contigo ni sin ti   |                               | 2 episodios  |
| 2012      | Por ella soy Eva       | El Manotas                    | 1 episodio   |
| 2013      | La mujer del Vendaval  |                               | 3 episodios  |
| 2015      | Texas Rising           | Romolo                        | 4 episodios  |
| 2011-2015 | Como dice el dicho     | Lino                          | 2 episodios  |
| 2016      | Yago                   |                               | 1 episodio   |
| 2016      | El Señor de los Cielos | Teodoro                       | 5 episodios  |
| 2017      | Nosotros los guapos    | Brujo                         | 1 episodio   |
| 2017-2018 | Run Coyote Run         | Cachalote                     | 6 episodios  |
| 2019      | Julia vs Julia         | Águila asesina                | 2 episodios  |
| 2024      | "Minas de pasión"      | Participación capítulo final  |              |

### Películas
| Año  | Título                                   | Personaje                                       |
| ---- | ---------------------------------------- | ----------------------------------------------- |
| 1975 | México, México, ra ra ra                 |                                                 |
| 1978 | El triángulo diabólico de las Bermudas   | Gordon                                          |
| 1978 | Divinas palabras                         |                                                 |
| 1978 | Los de abajo                             | Pancracio                                       |
| 1978 | Rarotonga                                | Coro                                            |
| 1979 | Milagro en el circo                      | Hércules                                        |
| 1979 | El vuelo de la cigüeña                   |                                                 |
| 1979 | Manaos                                   | Primer guardaespaldas                           |
| 1980 | El hombre puma                           | Vadinho (como Miguel Angel Fuentes)             |
| 1980 | Las tentadoras                           |                                                 |
| 1980 | Morir de madrugada                       | Prieto, agente policía                          |
| 1980 | Las grandes aguas                        | Pepe el mudo                                    |
| 1981 | El cavernícola                           | Grot                                            |
| 1981 | Hielo verde                              | Herado, primer guardaespaldas                   |
| 1981 | Santo en la frontera del terror          | Monk, capataz                                   |
| 1982 | Fitzcarraldo                             | Cholo                                           |
| 1982 | Sorceress                                | Jugador                                         |
| 1983 | El triunfo de un hombre llamado Caballo  | Big bear                                        |
| 1984 | Justicia salvaje                         | Latino                                          |
| 1984 | Siempre en domingo                       | Trucutru                                        |
| 1984 | Frankenstein's Great Aunt Tillie         | El monstruo                                     |
| 1984 | Gringo mojado                            | King Kong                                       |
| 1985 | Mission Kill                             | Líder del pelotón                               |
| 1985 | Masacre en el río Tula                   |                                                 |
| 1985 | Enemigos a muerte                        | Pierre, esbirro                                 |
| 1985 | Amenaza roja                             |                                                 |
| 1985 | Secuestro sangriento                     |                                                 |
| 1986 | La aventura más milagrosa jamás contada  | Hombre del pueblo #1                            |
| 1986 | Vacaciones separadas                     | Tiny el secuaz                                  |
| 1986 | La venganza del rojo                     | GULP El Hombre Verde                            |
| 1986 | Océanos de fuego                         | Roughneck                                       |
| 1986 | El Templo del oro                        | Big Man                                         |
| 1986 | El secuestro de Lola                     |                                                 |
| 1987 | Persecución muy, muy caliente            | Policía #1                                      |
| 1988 | Stalker III y los guerreros del infierno | Guardaespaldas #1                               |
| 1989 | Mi pistola y tus esposas                 |                                                 |
| 1991 | El arte de matar                         | Camilo Fuentes                                  |
| 1991 | Codicia mortal                           |                                                 |
| 1993 | Gunmen                                   | Manolo                                          |
| 1997 | Un baúl lleno de miedo                   | El vampiro negro                                |
| 1998 | Mookie                                   | El Indio                                        |
| 1999 | La ley de Herodes                        | Pancho                                          |
| 2001 | The Mexican                              | Big Car Thief #4                                |
| 2001 | Blow                                     | Guardaespaldas de Pablo Escobar (sin acreditar) |
| 2005 | Cansada de besar sapos                   | Brutus                                          |
| 2008 | El garabato                              | El gigante                                      |

### Cortos
| Año  | Título                  | Personaje  |
| ---- | ----------------------- | ---------- |
| 1990 | Amor conservador        |            |
| 1999 | Sánchez no se lo merece |            |
| 2000 | Cerebro                 |            |
| 2004 | Hugoool                 | Chiquilin  |
| 2004 | Charros                 |            |
| 2014 | Mimesis                 | El forzudo |